# ユニクロ×ハコボーイ!
『ユニクロ×ハコボーイ!』は、ハル研究所が開発したパズルゲーム。ユニクロがiOS、Android向けに配信している無料アプリ『ユニクロアプリ』内のコンテンツの一つとして2017年6月20日に提供開始された。

## 概要
ハル研究所が手掛けるアクションパズルゲーム『ハコボーイ!』シリーズとユニクロのコラボレーション作品。同シリーズは本作以前に3作品が発売されており、2017年2月発売の『さよなら! ハコボーイ!』をもって三部作の完結とされていたが、本作はその約4か月後の配信となった。これまでの作品で発売元となっていた任天堂は本作には関わっていない。
過去3作は携帯型ゲーム機のニンテンドー3DS向けにリリースされ、本体に搭載された操作ボタンを用いて操作する仕様だったが、本作はスマートフォンのタッチパネルをタップ、スライドして操作する。また、プレイ画面がスクロールしない固定画面であること、主人公の「キュービィ」は操作できず自動的に移動することなど、過去作に比べシステムが簡素化されている。
なお、本作をプレイするためにはユニクロへの会員登録が必要となる。

## システム

### ゲームシステム
本作ではステージが日替わりで配信され、1日2回までプレイが可能。ただし、基本操作を練習する「れんしゅう」モードのプレイは回数にカウントされない。プレイ前には、3段階の難易度「かんたん」「ふつう」「むずかしい」から1つを選ぶ。
キュービィはハコ（箱）を出す能力を持っており、ハコを足場にしてキュービィをゴールへ導くことを目指す。
画面をタップすると方向が示され、目的の方向にスライドするとその方向にハコが出される。その後さらにタップすると出されたハコを起点に方向が示され同様にハコを出すことができる。出したハコは全て連結した状態になる。
上記の操作を繰り返しハコの数が画面下に表示されている上限数に達すると、キュービィがハコを前方に投げ、ゴールへ向けて自動で歩き出す。キュービィがゴールへ到達できればクリアとなる。

### 特典
毎週月曜から日曜のうち3日分のステージをクリアした利用者には、特典として、ユニクロのオンラインストアで5000円以上の買い物をする際に利用できる500円分のクーポンが贈呈される。

## UTme!とのコラボレーション
本作の提供に合わせ、ユニクロが配信しているTシャツ制作・販売アプリ『UTme!』（ユーティーミー）と『ハコボーイ!』シリーズとのコラボレーションが行われている。
- 販売Tシャツにプリントする「スタンプ」として、『ハコボーイ!』シリーズに登場するキャラクターなどのイラスト全60種類が利用できる[5]。
- 『ハコボーイ!』シリーズ公式サイト「ハコボーイ!キュービィの部屋」用に提供された、開田裕治、青木俊直、Pantoviscoの3人のイラストレーターによるイラスト、およびハル研究所制作のイラストがプリントされたTシャツが販売されている[注 1][6][7]。